# Jorge Aldazabal Soto
Jorge Alberto Aldazabal Soto (Arequipa, Perú, 8 de agosto de 1955) fue un médico y político peruano. Fue presidente regional de Madre de Dios entre 2013 y 2014 luego de que se vacara al electo José Aguirre Pastor.
ç

## Biografía
Cursó sus estudios primarios y secundarios en su ciudad natal egresando de la Colegio Nacional Independencia Americana. Entre 1972 y 1984 cursó estudios superiores de medicina humana en la Universidad Nacional de San Agustín de Arequipa.
Su primera participación política fue en las elecciones municipales de 1995 cuando fue elegido como regidor de la provincia de Tambopata. Luego tentó la alcaldía de esa provincia en las elecciones municipales del 2002 y del 2006 sin éxito en iniguna de ellas. Participó en las elecciones regionales del 2010 como candidato a vicepresidente del Gobierno Regional de Madre de Dios junto a José Aguirre Pastor resultando elegidos en segunda vuelta.
El año 2012, Aldazabal asumió interinamente la presidencia regional debido a que el 18 de mayo del 2012 el presidente regional José Aguirre fue condenado por el tercer juzgado penal de Tambopata a cuatro años de pena privativa de la libertad suspendida por la comisión del delito de usurpación de funciones en agravio del Gobierno Regional de Madre de Dios. Esta sentencia fue confirmada por la Sala Superior de Madre de Dios el 20 de septiembre del 2012. Ante esta situación, fue suspendido de su cargo el 11 de octubre del 2012 por decisión del consejo regional, decisión ratificada luego el 7 de diciembre del 2012 por el Jurado Nacional de Elecciones. En ese mismo sentido, el 15 de septiembre del 2013 el consejo regional declaró su vacancia al cargo, la misma que fue ratificada por el Jurado Nacional de Elecciones el 19 de noviembre del 2013. por lo que Jorge Aldazabal fue acreditado como nuevo Presidente Regional por esta entidad.
En enero del año 2015, Aldazabal y su esposa fueron detenidos en su casa acusados de una supuesta violación a una menor de 16 años siendo dictada una medida de prisión en su contra.
Jorge Aldazabal Soto falleció el 16 de julio de 2021 en la ciudad de Madre de Dios, víctima del COVID-19